# Decorina
La decorina è un proteoglicano dal peso molecolare generalmente compreso tra 90 000 e 140 000 Dalton. Appartiene alla famiglia SRLP di piccoli proteoglicani ricchi di leucina che si distinguono per la presenza, appunto, di una regione con grandi quantità di questo amminoacido e per una catena di glicosaminoglicano caratterizzata da condroitin solfato o, in alternativa, da dermatan solfato.
La decorina è presente sia all'interno delle cellule che nella matrice extracellulare e presenta una struttura molto somigliante a quella di una proteina, il biglicano. La decorina e il biglicano sembrano originarsi da un fenomeno di duplicazione genica. La decorina è una componente rilevante del tessuto connettivo e si unisce alle fibre del collagene di tipo 1, svolgendo un ruolo importante nell'assemblaggio della matrice extracellulare.
Il nome decorina deriva dal fatto che questo proteoglicano "decora" il collagene e contribuisce alla sua solidità e funzionalità di assemblaggio, unendosi alle bande "D" ed "E" del collagene stesso.

## Funzioni
La decorina sembra influenzare il processo di fibrillogenesi del collagene; essa, inoltre, interagisce con la fibronectina, la trombospondina, la componente "q" della proteina 1 del sistema del complemento, il fattore di crescita epidermale e il fattore di crescita trasformante beta (TGF-β); in particolare, se alcuni studi sembrano aver evidenziato che la decorina potenzi l'effetto del TGF-β di tipo uno, esistono studi che, al contrario, dimostrerebbero che la decorina funge da inibitore nei confronti di tale molecola. Per via di questa contraddizione nelle evidenze scientifiche, si pensa che la funzione principale della decorina risieda in certe attività regolatorie durante il ciclo cellulare.
Iniezioni locali di decorina nei roditori con lesioni spinali ha dimostrato di impedire il processo di cicatrizzazione e, contemporaneamente, di promuovere la crescita degli assoni.
La decorina ha dimostrato possedere proprietà antineoplastiche nei topi, essendo in grado di inibire la proliferazione cellulare di diverse forme tumorali. Sono state documentate molte varianti trascrizionali del gene che codifica per la decorina; alcune mutazioni di questo gene sono state correlate alla distrofia corneale stromale congenita.